# サビーカス
サビーカス（Sabicas、1912年3月16日 - 1990年4月14日）は、スペイン・パンプローナ出身のフラメンコギター奏者。本名はアグスティン・カステリョン・カンポス（Agustín Castellón Campos）。フラメンコギター界空前絶後の技巧派と称される。ロマの血を引いている。

## 生涯
北スペインのパンプローナにロマの血を引いて生まれた。幼少時からギターの天才児とされ、わずか10歳の時にマドリードで演奏会デビューした。1936年にスペイン内戦が勃発すると中南米に移住し、メキシコのメキシコシティに住んだ。エスペランサ・ゴンサレス・エラソと結婚し、1944年にマリクルス、1946年にカルロス、1952年にアグスティネ、1956年にマルガレットという4人の子を儲けている。1955年頃にはアメリカのニューヨークに活動の場を移し、カーネギー・ホールで独奏会を開催するなどして活躍した。1967年と1973年には来日している。1967年には30年ぶりに故郷のスペインに帰国してリサイタルを開催した。その腕前は晩年までさほど衰えを見せず、1990年にマンハッタンの病院で死去した。

## ディスコグラフィー
- 1949 Flamencan Guitar Solos
- 1957 Sabicas Vol. 1
- 1957 Sabicas Vol. 2
- 1958 Sabicas Vol. 3
- 1958 Gypsy Flamenco
- 1958 The Day of the Bullfight
- 1958 Romantic Guitars
- 1959 Flamenco!
- 1959 Queen of the Gypsies
- 1959 Flamenco Puro
- 1959 Serenata Andaluza
- 1959 Solo Flamenco
- 1959 Fantastic Guitars
- 1960 Festival Gitana
- 1960 Flamenco Fantasy
- 1960 Furioso
- 1960 Soul of Flamenco
- 1960 Flamenco Variations on Three Guitars
- 1961 Flamenco Virtuoso
- 1961 Rhythms of Spain
- 1961 Flamenco Styles
- 1961 El Terremoto Gitano
- 1962 Concierto en Flamenco
- 1963 Flamenco Reflections
- 1963 Flaming Flamenco Guitar
- 1965 El Rey del Flamenco
- 1967 Flamenco Fever
- 1967 Guitars of Passion
- 1968 Artistry In Flamenco
- 1969 3 Guitarras Tiene Sabicas
- 1969 Arte Gitano
- 1969 La Historia del Flamenco
- 1969 La Guitarra de Sabicas
- 1970 Rock Encounter
- 1971 The Soul of Flamenco and the Essence of Rock
- 1972 Flamenco!!
- 1972 ¡¡Olé!!
- 1972 Sabicas in Concert
- 1972 Fiesta Flamenca
- 1976 The Art of the Guitar
- 1990 Nueva York-Granada
- 2014 Al compás de mi guitarra